# Palazzo Andrássy
Il palazzo Andrássy (in slovacco: Andrášiho palác, precedentemente Andrássyho palác, Andrássyho dvor, in ungherese Andrássy udvar, Andrássy palota) è un edificio neobarocco del centro di Košice sito all'angolo tra Hlavná ulica e Biela ulica. 

## Storia
Il palazzo Andrássy è situato sul luogo in cui nel Medioevo sorgevano tre più piccole case cittadine Nel XVIII secolo queste case erano abitate da nord a sud dalle famiglie Jabroczký, Klotzka e Pálfalvy. All'inizio del XIX secolo subentrò nella proprietà della casa più a nord Štefan Andrássy. Nel 1823 i questa casa nacque il conte Gyula Andrássy il Vecchio, primo ministro del Regno d'Ungheria. La più meridionale delle tre case formava un arco su Biela ulica. 
Nel 1898 le tre case furono demolite e si diede inizio alla costruzione del nuovo palazzo Andrássy, su progetto dell'architetto budapestino Viktor Cziegler in stile neobarocco. L'edificio fu realizzato dalla ditte dei fratelli Jakabov e di Michal Répászky.
Al pian terreno trovava posto un lussuoso caffè con biliardi. Nel 1906 vi era un progetto di adibire l'edificio ad albergo, vista la carenza di alberghi in città, ma il progetto fu rifiutato. La caffetteria rimase fino alla fine della Seconda guerra mondiale. In quell'epoca alcuni locali erano adibiti a sede del Partito delle Croci Frecciate Dopo la guerra nell'edificio trovò collocazione il grande magazzino Obchodný dom Hornád, chiamato anche Pionier. Nel 1968 fu trasferito nell'edificio dei supermercati Prior, in cui oggi trova sede Tesco. Il palazzo Andrássy ospitò allora il supermercato alimentare Dom potravín, che rimase aperto fino alla metà degli anni 1990, quando fu aperta la moderna pasticceria Aida.
Nel 1982 l'edificio fu dichiarato edificio d'interesse culturale e successivamente monumento nazionale.

## Galleria d'immagini

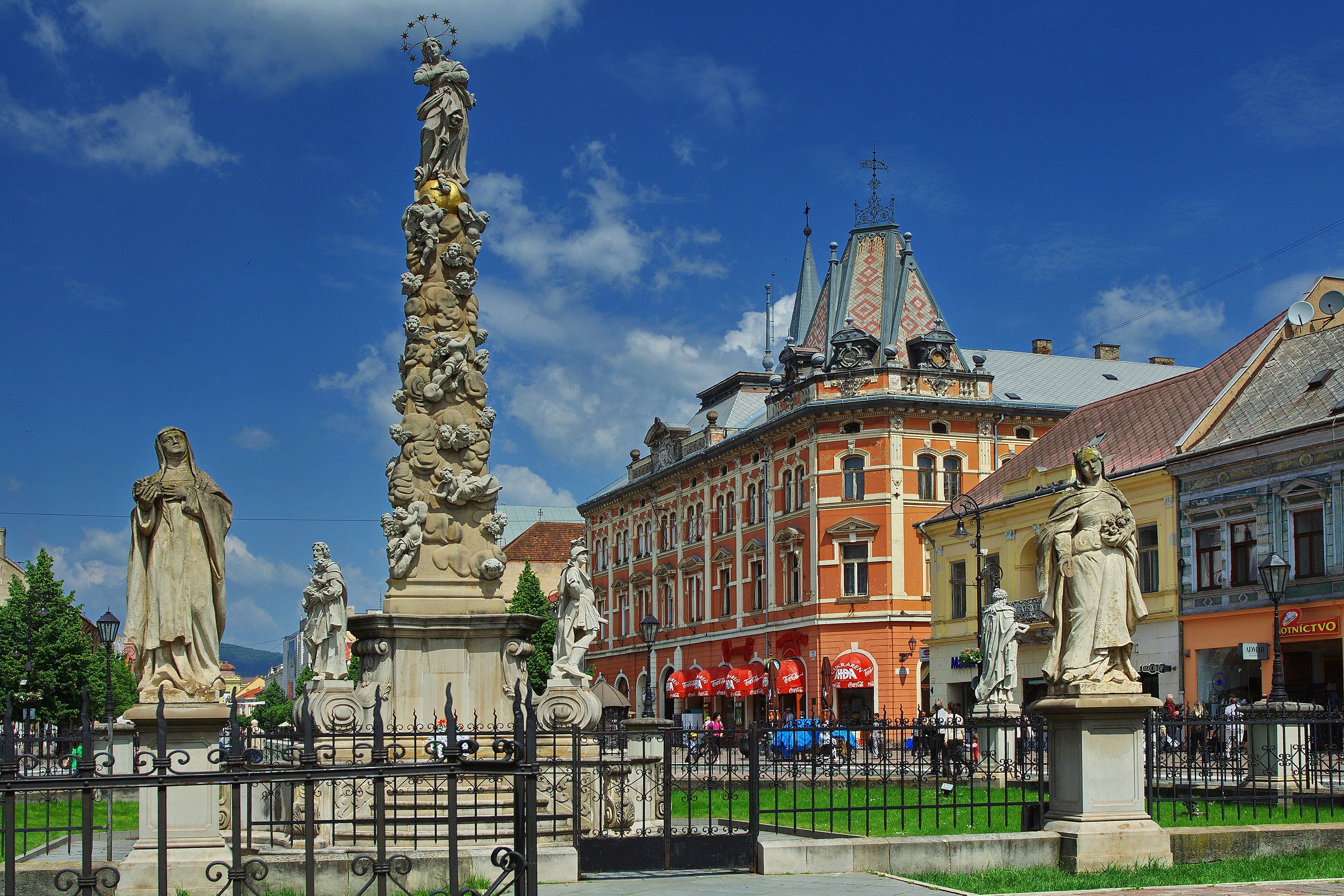
Il palazzo Andrássy e la colonna dell'Immacolata
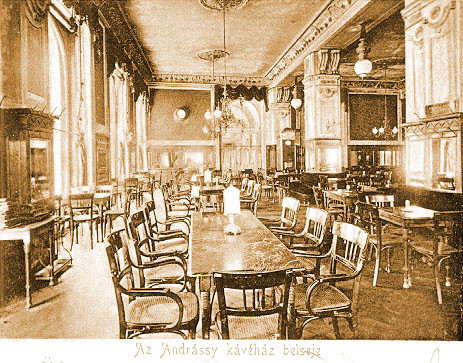
Un'antica cartolina illustrata con la caffetteria del palazzo Andrássy